# Xande Silva
Alexandre 'Xande' Nascimento Costa Silva (sinh ngày 16 tháng 3 năm 1997 ở Porto) là cầu thủ bóng đá người Bồ Đào Nha đang thi đấu cho Dijon ở vị trí tiền đạo.

## Gia đình
Bố của Xande Silva là cựu tuyển thủ bóng đá Angola Quinzinho, ông cũng chơi ở vị trí tiền đạo và giành phần lớn sự nghiệp tại Trung Quốc và Bồ Đào Nha.